# Sonic's Schoolhouse
Sonic's Schoolhouse è un videogioco educativo sviluppato da Orion Interactive e pubblicato da Sega il 18 ottobre 1996 per i personal computer aventi come sistema operativo Windows.
Il gioco è diviso in tre modalità e sono associate a discipline scolastiche come la matematica, la lettura e l'ortografia. Dando le risposte corrette, si potrà accedere a ulteriori minigiochi o fare un'escursione a bordo di uno scuolabus. Il giocatore sarà aiutato dalla mascotte di Sega, Sonic the Hedgehog.
Sonic's Schoolhouse è stato pensato per il sistema Windows ed è stato distribuito solo in Nord America. Il gioco ha ricevuto recensioni contrastanti da parte della critica. Venne apprezzato il gameplay mentre furono criticati la grafica semplificata e un piccolo numero di minigiochi.

## Modalità di gioco
Sonic's Schoolhouse è diviso in tre modalità relative alla matematica, alla lettura e all'ortografia. Nella prima modalità, il giocatore deve scegliere la risposta corretta tra diverse opzioni offerte dal computer. Nella lettura, bisogna scegliere un'immagine e un testo che siano appropriati all'effettivo significato. Nell'ortografia invece, bisogna scrivere correttamente le parole richieste; in caso contrario, il gioco ricomincia da capo. Dopo aver dato dieci risposte corrette, il giocatore riceve degli anelli d'oro, necessari per sbloccare i minigiochi e condurre escursioni in giro per il mondo a bordo di uno scuolabus dove si potranno guardare alcuni documentari sugli animali.
Durante il gioco, Sonic the Hedgehog funge da assistente. Lo stesso riccio blu non è giocabile e, al suo posto, si potrà scegliere di controllare diversi animali, come un ippopotamo, un toro e altri. È presente anche il Dr. Robotnik che, assieme ai suoi robot Badnik, interferisce periodicamente con il giocatore cercando di rubargli gli anelli d'oro o la risposta. Le informazioni sugli "studenti" possono essere ottenute completando il gioco o indovinando chi è raffigurato sulla rispettiva statua attraverso un gioco di memoria.

## Sviluppo e pubblicazione
Sonic's Schoolhouse è stato sviluppato dall'ormai defunta Orion Interactive sotto la direzione del designer Bruce Austin. Gli sviluppatori hanno deciso di creare il proprio progetto con la partecipazione di Sonic nel genere dei giochi educativi. Il motore grafico del gioco è una versione modificata di quello dello sparatutto Wolfenstein 3D, il cui codice sorgente è stato distribuito sotto licenza gratuita dal 1995. Gli sprite di Sonic sono stati presi in prestito dal successivo Sonic X-treme, quest'ultimo poi cancellato. È interessante notare che in questo titolo il personaggio principale è stato doppiato e "parla" con la voce dell'attrice Meg Inglima. Oltre a Sonic, è presente all'appello anche il Dr. Robotnik nel ruolo di antagonista. Tails e Knuckles possono essere visti sotto forma di statue oppure in diverse illustrazioni presenti nella scuola, ma non appaiono di persona.
Il gioco è stato annunciato all'evento Sega Gamer's Day 1996 ed è stato pubblicato solo in Nord America per i personal computer aventi come sistema operativo Windows il 18 ottobre 1996. Successivamente, Sonic's Schoolhouse è stato incluso in Sega Family Fun Pak e nel 1999 è stato ristampato separatamente da Expert Software.

## Accoglienza
| Testata       | Giudizio |
| ------------- | -------- |
| AllGame       | 2,5/5    |
| Boston Herald | 5/5      |

Sonic's Schoolhouse ha ricevuto recensioni contrastanti da parte della stampa. Fondamentalmente, il gioco è stato criticato per la grafica di scarsa qualità e per un numero limitato di minigiochi, ma è stato elogiato per il gameplay insolito per la serie.
Scott Alan Marriott di AllGame ha dato a Sonic's Schoolhouse un punteggio di 2,5 su 5 stelle. Robert Naytor di Hardcore Gaming 101 ha definito il titolo di bassa qualità e l'uscita fu un cinico trucco di Sega, poiché quest'ultima non sapeva cosa fare con la loro mascotte nel periodo d'intermezzo che intercorreva tra il Mega Drive e il Dreamcast. Il redattore concluse la recensione affermando "Se sei abbastanza fortunato da avere un bambino che ha un inspiegabile desiderio di imparare l'ortografia e la matematica, è meglio comprargli un [gioco] portatile per Leapfrog invece dei cartoni animati del riccio.
Rich Cunningham di WorldVillage fu invece più favorevole, affermando che non era un fan di Sonic, ma che il personaggio era secondario e riusciva a valorizzare gli attribuiti educativi che voleva presentare all'interno del gioco. Cunningham sapeva che Sonic era popolare tra i bambini e secondo lui poteva aiutare quest'ultimi a progredire nella loro istruzione e formazione. Il software si mostra ben fatto senza Sonic, e con la presenza di quest'ultimo diveniva ottimo. Cunningham concluse la recensione consigliando di aggiungere alla collezione di programmi dedicati ai propri figli.
Dana Bisbee del quotidiano Boston Herald gli assegnò il massimo punteggio, ovvero cinque stelle.